# 大塚博堂ライブ
『大塚博堂ライブ』（おおつかはくどうライブ）は、1980年7月25日に発売された大塚博堂の7枚目のアルバム。同年4月22日に行われた渋谷公会堂でのライブが音源に用いられている。

## 演奏者
- A&E Guitar - 岩村義道
- wood&A.Bass - 竹村進二
- A.piano - 逸見良造
- Drums - 桜田賢
- Violin - 篠崎正嗣
- Percussion - 大沢俊彦
- Keyboard - 佐藤謙二
- Sax&Clarinet&Flute - 隅山基一

## 収録曲
| 全作曲: 大塚博堂、全編曲: 岩村義道とスクランブル・ダスティン・バンド。 |                                          |          |            |
| #                                                                      | タイトル                                 | 作詞     | 作曲・編曲 |
| 1.                                                                     | 「新宿恋物語」                           | 藤公之介 | 大塚博堂   |
| 2.                                                                     | 「とめどなく女に」                       | るい     | 大塚博堂   |
| 3.                                                                     | 「季節の中に埋もれて」                   | 藤公之介 | 大塚博堂   |
| 4.                                                                     | 「そんなに見つめちゃ歌えない」           | るい     | 大塚博堂   |
| 5.                                                                     | 「愁雨」                                 | るい     | 大塚博堂   |
| 6.                                                                     | 「あなたは去っても」                     | 大塚博堂 | 大塚博堂   |
| 7.                                                                     | 「過ぎ去りし想い出は」                   | 大塚博堂 | 大塚博堂   |
| 8.                                                                     | 「私はもう女です」                       | るい     | 大塚博堂   |
| 9.                                                                     | 「アデュー」                             | 大塚博堂 | 大塚博堂   |
| 10.                                                                    | 「LOVE IS GONE」                         | るい     | 大塚博堂   |
| 11.                                                                    | 「過ぎゆく愛に」                         | るい     | 大塚博堂   |
| 12.                                                                    | 「ダスティン・ホフマンになれなかったよ」 | 藤公之介 | 大塚博堂   |